# Pilgrim Township (Missouri)
Pilgrim Township est un township  du comté de Dade dans le Missouri, aux États-Unis,.
Il est baptisé en référence à la communauté de Pilgrim (en).

## Source de la traduction
- (en) Cet article est partiellement ou en totalité issu de l’article de Wikipédia en anglais intitulé « Pilgrim Township, Dade County, Missouri » (voir la liste des auteurs).